# Пиковая дама (опера Галеви)
«Пи́ковая да́ма» (фр. La Dame de Pique) — трёхактная комическая опера французского композитора Фроманталя Галеви 1850 года, либретто которой написано Эженом Скрибом. Её основой стала повесть «Пиковая дама» Александра Пушкина, которая весьма вольно была переведена в 1849 году Проспером Мериме.

## Сюжет
Действие оперы происходит в 1762 году во время правления российского императора Петра III. Первые два акта разворачиваются в Полоцке и его окрестностях. Согласно легенде, по договору с дьяволом представители рода князей Полоцких владеют тайной трёх карт, приносящих удачу в игре. Стать обладателем заветной счастливой комбинации хочет крайне азартный игрок полковник Цицианов. С этой целью он притворяется влюблённым в последнюю из семьи — горбатую и хромую княжну Полоцкую. Однако она холодна к нему, так как понимает мотивы его поведения и отдаёт предпочтение унтер-офицеру Нелидову, спасшему ей ранее жизнь. Цицианов, желая избавиться от соперника, угрожает ему требованием выплаты по векселю — 300 тыс. рублей, которые должен отец Нелидова. Между офицерами происходит бурная ссора, в ходе которой Нелидов оскорбляет противника. В наказание за это Нелидова отправляют на соляные копи под Полоцком. Княжна договаривается с одним из рудокопов: она открывает ему тайну трёх карт (тройка, десятка, пиковая дама) и дарит заколдованное кольцо (без которого магическая комбинация не действует), а тот в ответ обещает помочь Нелидову бежать. Их разговор подслушал Цицианов, но обязательное использование кольца в карточной игре ему неизвестно.
В третьем акте действие происходит в Карлсбаде. Бежавший из России Нелидов встречает Цицианова в Карлсбаде: он хочет расплатиться за отцовский долг, но это не входит в намерения его врага. Цицианов соблазняет его карточной игрой и заманивает в игорный дом. Апогеем игры становится розыгрыш между ними 300 тыс. рублей — суммы долга. Цицианов проигрывает эту ставку: третья карта — пиковая дама — бита, так как он не воспользовался кольцом. Нелидов и Полоцкая счастливо воссоединяются, а княжна неожиданно оказывается ещё и красавицей, так как её горб и хромота были показными. К этой имитации она вынуждена была прибегнуть укрываясь от непристойных притязаний Петра III. В результате дворцового переворота император был свергнут и после этого ничто не препятствует влюблённым.

## История
Премьера оперы композитора Фроманталя Галеви на либретто Эжена Скриба состоялась в Париже 22 декабря (по другим данным 28 декабря) 1850 года в театре «Опера-Комик». Первый зарубежный перевод повести «Пиковая дама» (1833, первая публикация 1834 год) Александра Пушкина, был осуществлён на французский язык Полем де Жюльвекуром (Paul de Julvécourt) в 1843 году. Предполагается, что Мериме и Скриб не были знакомы с этим переложением. Работа Мериме была впервые опубликована в журнале «Revue de deux mondes» 15 июля 1849 года. Вероятно, при создании либретто Скриб основывался на устном пересказе Мериме. По сообщению биографа писателя, это событие состоялось во время обеда у председателя комиссии по охране культурно-исторических памятников в присутствии известных французских деятелей искусства (Ламартин, Делакруа, Мейербер и др.). Известно, что ко времени знакомства либреттиста с сюжетом Пушкина перевод Мериме ещё не был опубликован. Имя главного героя оперы изменено, а старая княгиня заменена на польскую княгиню. Опера Галеви считается первой музыкальной постановкой повести, а также первой зарубежной сценической инсценировкой произведения Пушкина.

## Приём и критика
После премьеры оперы французский композитор и критик Гектор Берлиоз написал в рецензии: «Эта пьеса, идея которой была подсказана очаровательной повестью Пушкина, столь изящно переведённой с русского г. Мериме, весьма занимательна. Но не следует думать, что это — инсценировка произведения русского поэта; напротив, она очень далека от прелестного рассказа, в котором сверхъестественные явления присутствуют свободно. Вымысел г. Скриба хорошо сочетается с музыкой, но развертывание сюжета явно оказывается менее удачным в отношении оригинала» (Cette pièce, dont l’idée a été suggérée par la ravissante nouvelle de Pouchkine, si élégamment traduite de russe par M. Mérimée, offre beaucoup d’intèrêt. Mais il ne fant pas croire que ce soit l’oeuvre du poëte russe mise en scène; elle ne pré sente, au contraire, que fort peu de ressemblance avec ce conte charmant ou le surnaturel est franchement admis. Les inventions de M. Scribe sont favorables à la musique, dont les developpemens eussent apparemment été moins aisés avec la donnée originale). 27 декабря 1850 года в газете «La Press» появился иронический отзыв писателя и критика Теофиля Готье, который пересказал сюжет оперы, основанный на повести «русского поэта Пушкина» — «очень таинственной и очень интересной».
Французы приняли оперу очень тепло, а российские критики, которые не видели постановку, а основывались на сообщениях французской прессы, — в большинстве своём отнеслись к ней сурово. В петербургском журнале «Сын отечества» вышло обозрение оперы: «Галеви написал новую оперу; либретто написано Скрибом. Опера называется „Пиковая дама“. Сюжет заимствован из прекрасной повести Пушкина; жаль только, что г. Скриб позволил себе некоторые изменения и французские фиоритуры. Опера имела большой успех». Другие российские критики отзывалась об этой интерпретации произведения весьма негативно, обрушившись в первую очередь гневными отзывами на очень свободную переделку сюжета. Фаддей Булгарин в газете «Северная пчела» писал о том, как прогремело имя Пушкина в Париже. Он обвинял литератора Мериме, который с помощью родственника, знавшего русский, перевёл повесть «хорошим языком и слогом», но исказив подлинник в нескольких местах. А Скриба обвинял, что тот «из занимательного рассказа Пушкина составил такую ахинею, что едва верится, чтобы опытный литератор и академик мог до такой степени сбиться с толку!» Автор подчёркивает, что в стремлении Скриба представить французам русские нравы, он как раз эти нравы исказил до неузнаваемости и полной противоположности. Он пишет, что такие русские нравы могут быть «только на луне или в устарелой голове Скриба». В журнале «Библиотека для чтения» заметка была ещё более критичной. Там критиковали и музыку Галеви, который понятия не имея о русской музыке, стал пародировать национальные напевы для погружения в русский колорит. В газете «Новое время» после премьеры оперы Петра Чайковского по этой повести вышла статья ответственного за музыкальные страницы газеты Михаила Иванова. Заметку он начал с упоминания оперы Галеви, отмечая её комичность.
После выхода оперы Чайковского опера Галеви стала лишь упоминаться в связи с историей оперных интерпретаций этого произведения. В статье «Из театральной старины: „Пиковая дама“ до Чайковского» (1915) русский театральный и художественный критик, историк балета и балетный критик Андрей Левинсон (под псевдонимом «Peregrinus Thyss») писал, что эпизоды из либретто Скриба послужили материалом некоторых сцен «довольно жалкой оперы Джордано „Siberia“ [Сибирь]».